# Nyenkel poesi
Nyenkel poesi är en litterär riktning som uppstod på 1960-talet som en motreaktion på den utstuderade symbolismen i modernismens lyrik. Nyenkel poesi skapades som en reaktion mot de närmast föregående decenniernas ofta bildöverlastade och svåråtkomliga poesi. Till de nyenkla i svensk litteratur brukar Göran Palm, Sonja Åkesson och Lars Bäckström räknas.